# جویس نیوتون
جویس نیوتون (انگلیسی: Juice Newton؛ زادهٔ ۱۸ فوریهٔ ۱۹۵۲) یک موسیقی‌دان اهل ایالات متحده آمریکا است.